# Спортивная арена Университета Квандон
Спортивная арена Университета Квандон — стадион в кампусе Университет Квандона (полное название — Гимназия католического университета Квандонга). Это второй по значимости хоккейный стадион Олимпиады-2018 в Корее. Планируемая вместимость — 6000 мест. Окончание строительства — 2016.

## Обзор
Спортивный комплекс был перестроен на месте существующей гимназии при университете. Его строительство началось в июне 2014 года и завершено в феврале 2017 года. Общая площадь составляет 23570 квадратных метров, главный стадион — 19 666 квадратных метров, вспомогательный — 3904 квадратных метра. В его дизайне использована концепция «волны Японского моря, движущая сила хоккея (ICE WAVE)». Он имеет 1 цокольный этаж и 4 надземных этажа, а также трибуны на 6017 мест. 4-й этаж представляет собой временную стойку и имеет съемную конструкцию. На главном стадионе есть один каток длиной 60 метров и шириной 30 метров, а на вспомогательном стадионе — один каток, отвечающий международным стандартам. Каток обеспечивает плавность хода благодаря лазерному измерению. Датчик температуры установлен в нижней части катка, и он имеет систему удаления льда, которая поддерживает оптимальную температуру.

## Соревнования
- Группа А. Второй дивизион чемпионата мира по хоккею с шайбой 2017 (женщины)
- Группа А. Второй дивизион чемпионата мира по хоккею с шайбой среди юниорских команд 2017
- Хоккей на зимних Олимпийских играх 2018 — 10-24 февраля 2018

## Постолимпийское использование
После окончания Игр, стадион будет использоваться как спортивный зал Университета Квандон